# Високораменське сільське поселення
Високораме́нське сільське поселення (рос. Высокораменское сельское поселение) — адміністративна одиниця у складі Шабалінського району Кіровської області Росії. Адміністративний центр поселення — село Високораменське.

## Історія
Станом на 2002 рік на території сучасного поселення існували такі адміністративні одиниці:
- Батаєвський сільський округ (село Високогор'є, присілки Денисенки, Колевати, Редькіни, Тіменки)
- Високораменський сільський округ (село Високораменське, присілки Ажваж, Висока, Глушки, Кокуші, Ніконята, Новоселово, Перміновська, починок Шимінерський)
- Козловський сільський округ (присілки Велика Козловка, Комліха, Мала Козловка, починок Ключевський)
- Содомський сільський округ (присілки Ключі, Пижі, Скородум, Содом, Татари)

Поселення було утворене згідно із законом Кіровської області від 7 грудня 2004 року № 284-ЗО у рамках муніципальної реформи шляхом об'єднання Батаєвського, Високораменського, Козловського та Содомського сільських округів.

## Населення
Населення поселення становить 630 осіб (2017; 655 у 2016, 677 у 2015, 687 у 2014, 722 у 2013, 739 у 2012, 766 у 2010, 1124 у 2002).

## Склад
До складу поселення входять 23 населених пункти:
| Населений пункт           | Населення, осіб (2002) | Населення, осіб (2010) |
| ------------------------- | ---------------------- | ---------------------- |
| Ажваж, присілок           | 7                      | 0                      |
| Велика Козловка, присілок | 90                     | 31                     |
| Висока, присілок          | 28                     | 19                     |
| Високогор'є, село         | 219                    | 148                    |
| Високораменське, село     | 492                    | 351                    |
| Глушки, присілок          | 0                      | 0                      |
| Денисенки, присілок       | 4                      | 0                      |
| Ключевський, починок      | 5                      | 0                      |
| Ключі, присілок           | 0                      | 0                      |
| Кокуші, присілок          | 21                     | 13                     |
| Колевати, присілок        | 31                     | 26                     |
| Комліха, присілок         | 0                      | 0                      |
| Мала Козловка, присілок   | 4                      | 3                      |
| Ніконята, присілок        | 12                     | 0                      |
| Новоселово, присілок      | 0                      | 0                      |
| Перміновська, присілок    | 6                      | 0                      |
| Пижі, присілок            | 7                      | 0                      |
| Редькини, присілок        | 0                      | 0                      |
| Скородум, присілок        | 0                      | 0                      |
| Содом, присілок           | 218                    | 166                    |
| Татари, присілок          | 15                     | 0                      |
| Тіменки, присілок         | 14                     | 9                      |
| Шимінерський, починок     | 0                      | 0                      |